# بورانا (قرية)
«بورانا» (بالقيرغيزية: Бурана)‏، (باللاتينية: Burana) (بالعربية: بورانا) هي قرية في مقاطعة تشوي في قيرغيزستان. بلغ عدد سكانها حوالي 428 نسمة في عام 2009. وتشتهر القرية بوجود برج بورانا والآثار القديمة لمدينة بالاساجون التاريخية والواقعة بالقرب منها.

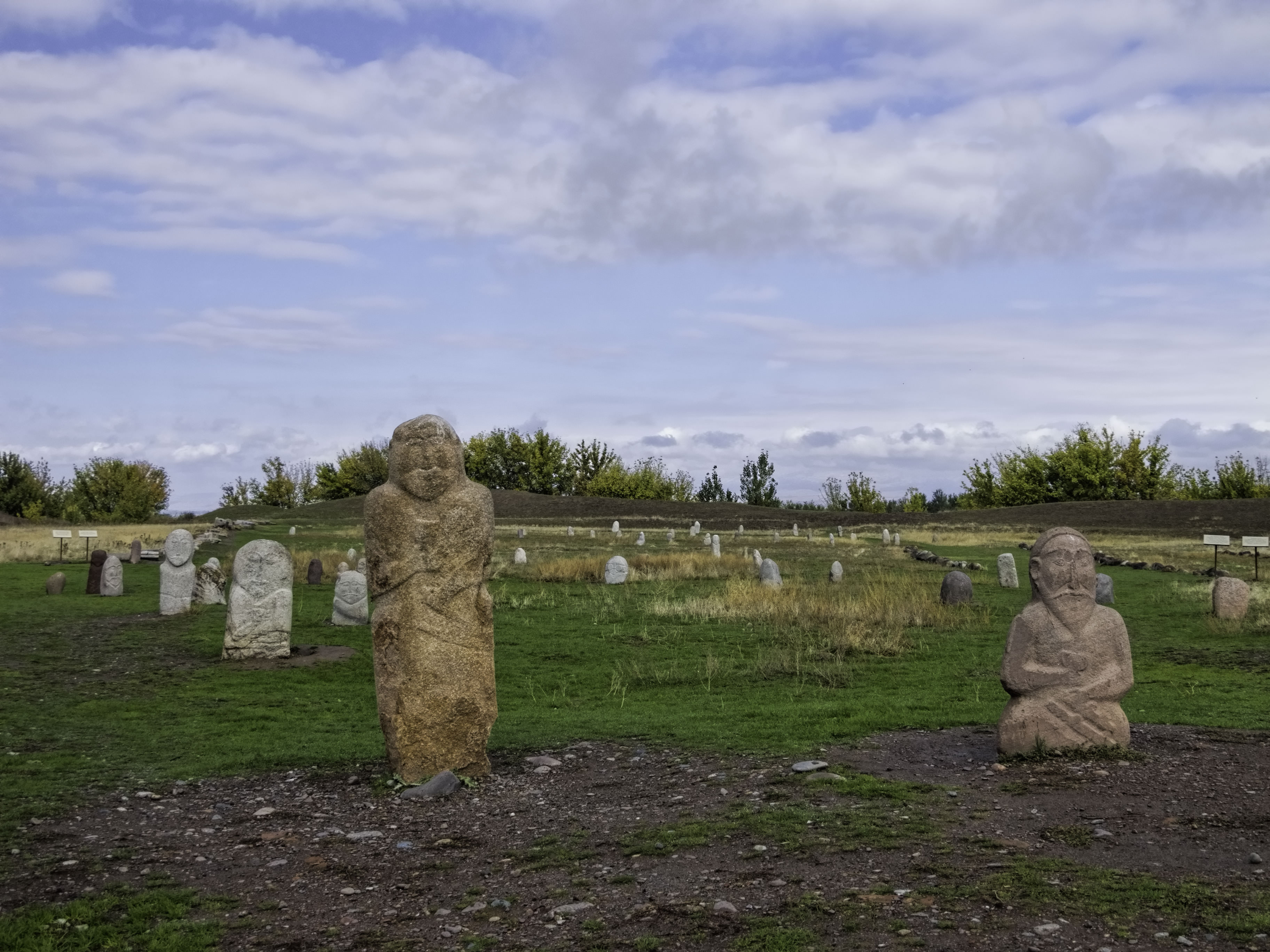
شواهد قبور بالبل التركية، بورانا ، تعود إلى الفترة الممتدة بين القرن السادس إلى القرن العاشر الميلادي
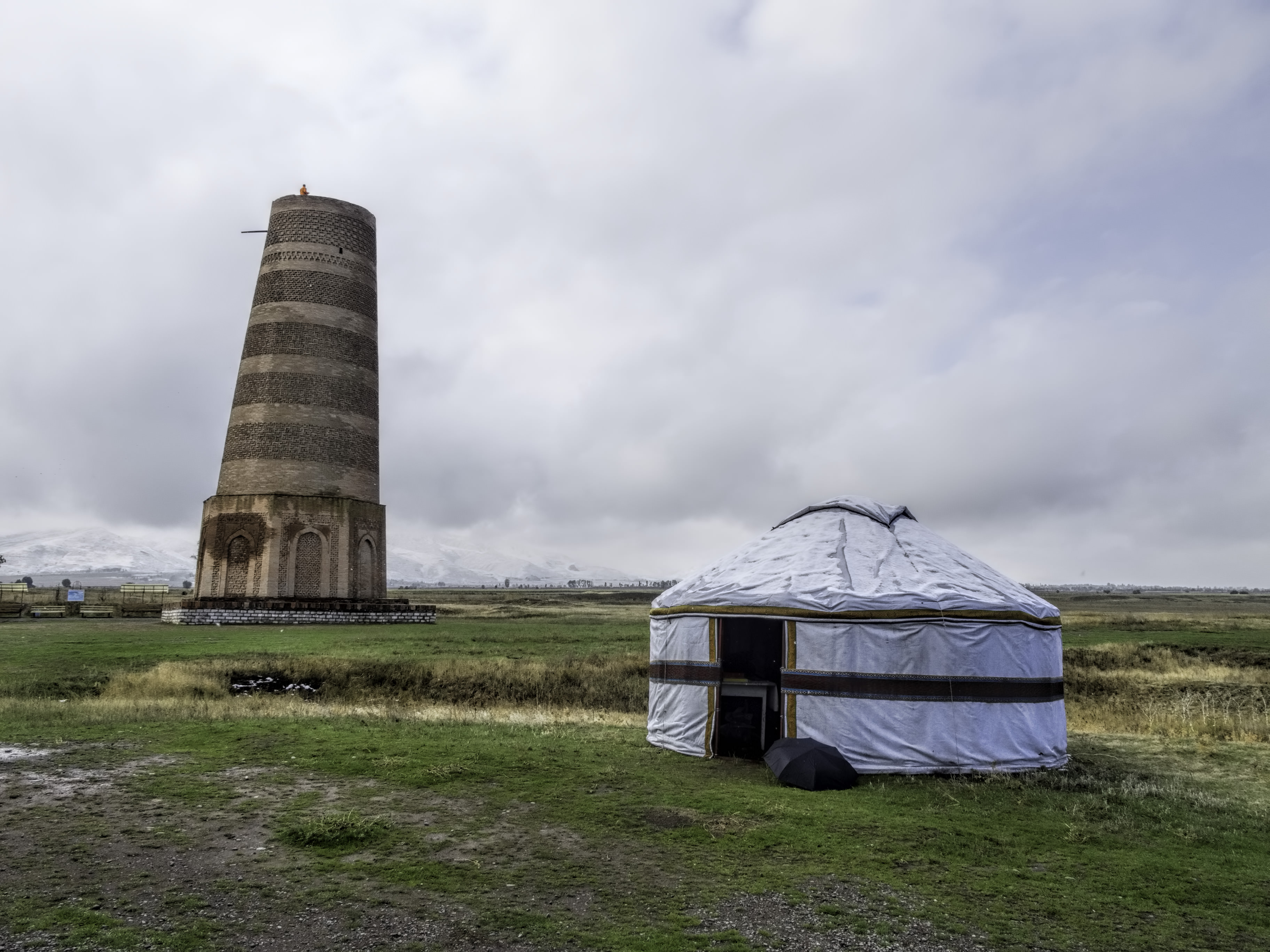
برج بورانا من القرن الحادي عشر